# Alexander Guagnini

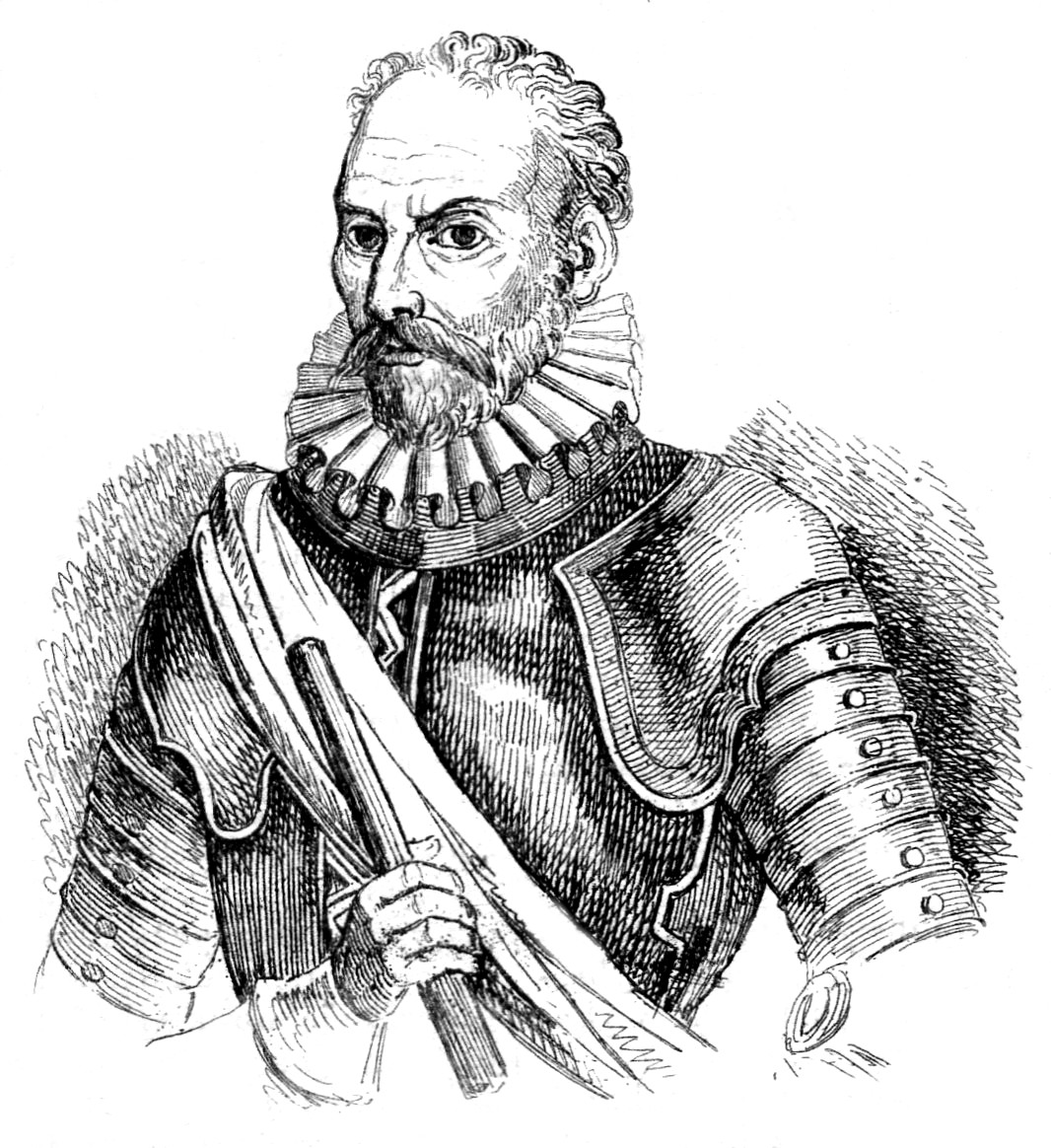
Alessandro Guagnini

Alexander Guagnini (ursprünglich: Alessandro Guagnini; * 1538 in Verona; † 1614 in Krakau) war ein italienischer Chronist. Er diente im Militär des Großfürstentums Litauen in Wizebsk, das zu jener Zeit zu Litauen gehörte.

## Leben

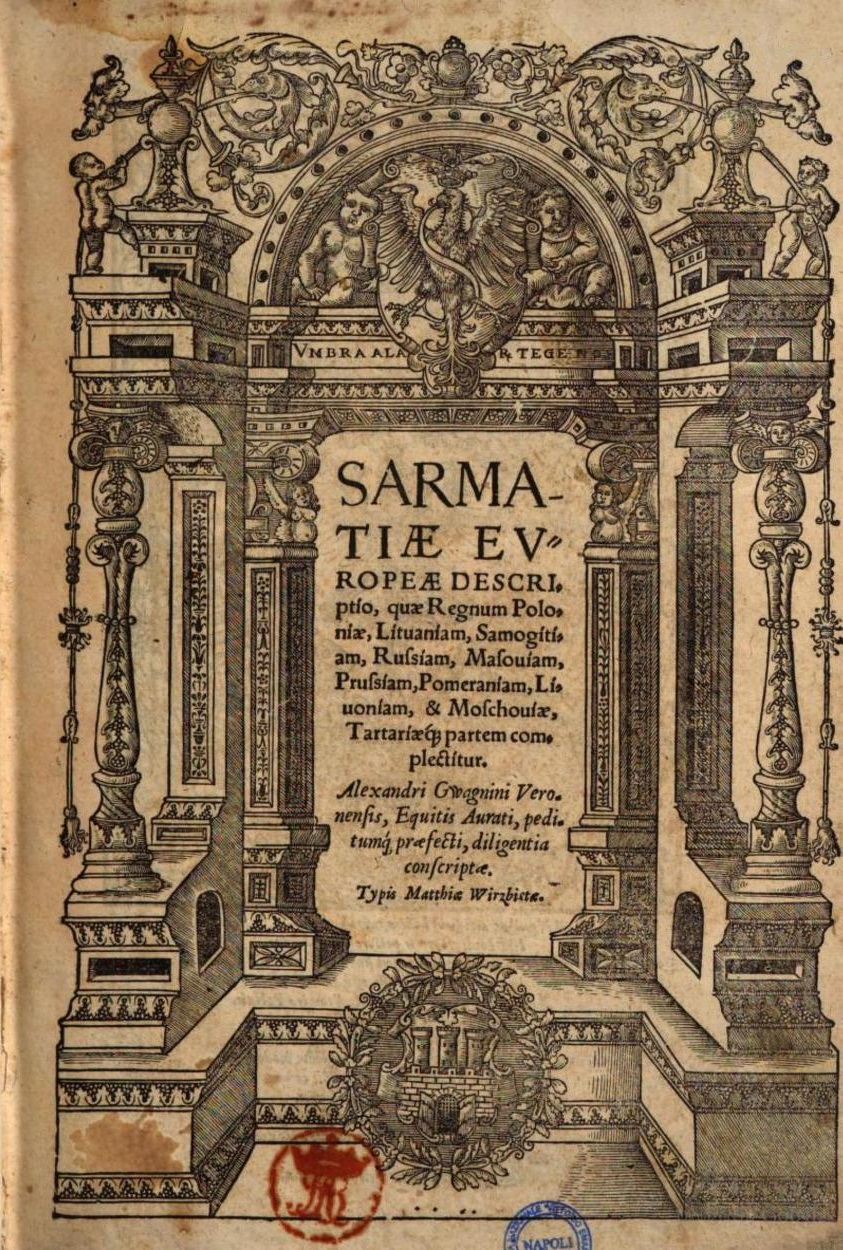
Titelblatt der ersten Ausgabe der Sarmatiae Europeae descriptio (1578)

Guagnini ist bekannt für sein lateinisches Werk Sarmatiae Europeae descriptio („Beschreibung des sarmatischen Europas“), das 1578 in Krakau veröffentlicht wurde. Es enthält Beschreibungen der Länder Osteuropas (Polen, Litauen, Niederlitauen, Russland, Masowien), ihrer Geschichte, Geografie, Religion, Überlieferungen usw.
Es wird behauptet, dass Guagnini gar nicht der wahre Autor des Buches gewesen sei, sondern vielmehr das Manuskript einer „Chronik von Polen, Litauen, Schemaitien und ganz Ruthenien“ seines Untergebenen Maciej Stryjkowski gestohlen habe. Stryjkowski beschwerte sich beim König und seine Ansprüche wurden 1580 anerkannt. Das Buch allerdings wurde weiterhin unter Guagninis Namen veröffentlicht und sogar ins Polnische übersetzt. Eine erweiterte Ausgabe erschien 1611.
Die Chronik umfasste erstmals Porträts der litauischen Fürsten. Obwohl die Bilder frei erfunden waren und mit den Fürsten nichts zu tun hatten, obwohl sie auch anachronistische Bekleidung und Waffen zeigten und einige der Bilder mehrfach verwendet wurden, um verschiedene Personen darzustellen, haben sie die künftigen Abbildungen der litauischen Großfürsten wesentlich beeinflusst. Bis heute bleiben sie die meist verwendeten Porträts in Geschichtsbüchern.
Exemplare des Werkes sind unter anderem in der Bibliothek der Universität Vilnius und im Francysk Skaryna Belarusian Library and Museum in London erhalten.